# Reprezentacja Ekwadoru w piłce nożnej mężczyzn
Reprezentacja Ekwadoru w piłce nożnej mężczyzn – drużyna piłkarska reprezentująca Republikę Ekwadoru w zawodach międzynarodowych. Za jej funkcjonowanie odpowiedzialna jest Federación Ecuatoriana de Fútbol, organ zarządzający piłką nożną w Ekwadorze. W reprezentacji mogą występować wyłącznie zawodnicy posiadający obywatelstwo ekwadorskie.
Piłkarska reprezentacja Ekwadoru, najmniejszego kraju rejonu andyjskiego, w 2006 roku drugi raz z rzędu wystartowała na finałach mistrzostw świata. W 2002, na boiskach Korei i Japonii, Ekwadorczycy zdobyli tylko trzy punkty i zajęli ostatnie miejsce w grupie. Po dwóch porażkach (z Włochami 0:2 i Meksykiem 1:2) w ostatnim meczu potrafili jednak wygrać z Chorwatami 1:0 (po bramce Edisona Méndeza), pozbawiając ich awansu do drugiej rundy.
W ostatnich latach piłkarze Ekwadoru poczynili duże postępy, czego wynikiem był awans o trzydzieści pozycji w rankingu FIFA przed rozgrywkami o Copa América w 2004 roku. Niemała w tym zasługa zagranicznych, przede wszystkim kolumbijskich, szkoleniowców. Jeszcze przed nimi przez pięć lat pracował Serb Dušan Drašković, który wprawdzie nie osiągnął z reprezentacją wielkich sukcesów, ale zaprezentował inne, nowoczesne wzorce przygotowania i prowadzenia drużyny. Dobrą sławę trenerom rodem z Kolumbii zapewnił w połowie lat 90. Francisco Maturana, a potem jego dawny asystent Hernán Darío Gómez, który, jako pierwszy w historii, wprowadził drużynę do Mundialu. Gómez złożył dymisję po nieudanych mistrzostwach Ameryki Południowej w 2004 roku i, mimo iż szefowie federacji długo nie chcieli się zgodzić na jego odejście, nowym trenerem kadry został jego asystent, Luis Fernando Suárez. Pod jego dowodzeniem Ekwadorczycy zajęli trzecie miejsce w grupie eliminacyjnej do Mundialu 2006 i po raz drugi z kolei awansowali do światowego czempionatu. Na mistrzostwach w rozgrywkach grupowych wyprzedzili Polskę i Kostarykę, a w drugiej rundzie minimalnie przegrali z Anglią. Na mundial rozgrywany w 2010 roku w RPA Ekwadorczycy nie awansowali, zajmując dopiero szóste miejsce tuż za reprezentacją Urugwaju. Udało im się to dopiero cztery lata później (zajęli czwartą lokatę). W rozgrywkach grupowych na brazylijskim czempionacie Ekwador grał w grupie E razem z Francją, Szwajcarią i Hondurasem. Po jednym zwycięstwie (z Hondurasem 2:1), bezbramkowym remisie z Francją, oraz porażce ze Szwajcarią (1:2) zajęli trzecie miejsce w grupie z dorobkiem czterech punktów i zakończyli swój udział w turnieju na fazie grupowej.
Największy sukces w Copa América Ekwador odniósł w 1959 (nieoficjalnie), oraz w 1993 roku, kiedy to po porażce 0:1 z Kolumbią w meczu o trzecie miejsce, został ostatecznie czwartą drużyną Ameryki Południowej. Dwukrotnie zaś kończył te rozgrywki na ćwierćfinale (1997, 2016).

## Udział wmistrzostwach świata
| 1930 | Nie brał udziału       | Nie brał udziału       |
| 1934 | Nie brał udziału       | Nie brał udziału       |
| 1938 | Nie brał udziału       | Nie brał udziału       |
| 1950 | Wycofał się z udziału  | Wycofał się z udziału  |
| 1954 | Nie brał udziału       | Nie brał udziału       |
| 1958 | Nie brał udziału       | Nie brał udziału       |
| 1962 | Nie zakwalifikował się | Nie zakwalifikował się |
| 1966 | Nie zakwalifikował się | Nie zakwalifikował się |
| 1970 | Nie zakwalifikował się | Nie zakwalifikował się |
| 1974 | Nie zakwalifikował się | Nie zakwalifikował się |
| 1978 | Nie zakwalifikował się | Nie zakwalifikował się |
| 1982 | Nie zakwalifikował się | Nie zakwalifikował się |
| 1986 | Nie zakwalifikował się | Nie zakwalifikował się |
| 1990 | Nie zakwalifikował się | Nie zakwalifikował się |
| 1994 | Nie zakwalifikował się | Nie zakwalifikował się |
| 1998 | Nie zakwalifikował się | Nie zakwalifikował się |
| 2002 | Awans                  | Faza grupowa           |
| 2006 | Awans                  | 1/8 finału             |
| 2010 | Nie zakwalifikował się | Nie zakwalifikował się |
| 2014 | Awans                  | Faza grupowa           |
| 2018 | Nie zakwalifikował się | Nie zakwalifikował się |
| 2022 | Awans                  | Faza grupowa           |
| 2026 | Awans                  |                        |

## Udział wCopa América
| - 1916–1937 – Nie brał udziału - 1939 – V miejsce - 1941 – V miejsce - 1942 – VII miejsce - 1945 – VII miejsce - 1946 – Wycofał się - 1947 – VI miejsce - 1949 – VII miejsce - 1953 – VI miejsce - 1955 – VII miejsce - 1956 – Wycofał się - 1957 – VII miejsce - 1959 – Wycofał się - 1959 – IV miejsce - 1963 – VI miejsce - 1967 – Nie zakwalifikował się - 1975 – Faza grupowa |  | - 1979 – Faza grupowa - 1983 – Faza grupowa - 1987 – Faza grupowa - 1989 – Faza grupowa - 1991 – Faza grupowa - 1993 – IV miejsce - 1995 – Faza grupowa - 1997 – Ćwierćfinał - 1999 – Faza grupowa - 2001 – Faza grupowa - 2004 – Faza grupowa - 2007 – Faza grupowa - 2011 – Faza grupowa - 2015 – Faza grupowa - 2016 – Ćwierćfinał - 2019 – Faza grupowa - 2021 – Ćwierćfinał |

## Aktualna kadra
Kadra na mecze towarzyskie przeciwko reprezentacji Boliwii i Kostaryki, które odbyły się 17 i 20 czerwca 2023. Występy i gole aktualne na 20 czerwca 2023.
| Nr         | Imię i nazwisko     | Data urodzenia       | Występy   | Gole      | Klub                    |
| Bramkarze  | Bramkarze           | Bramkarze            | Bramkarze | Bramkarze | Bramkarze               |
| ---------- | ------------------- | -------------------- | --------- | --------- | ----------------------- |
| 1          | Hernán Galíndez     | 30 marca 1987        | 16        | 0         | Aucas                   |
| 12         | Moisés Ramírez      | 9 września 2000      | 4         | 0         | Independiente del Valle |
| 22         | Alexander Domínguez | 5 czerwca 1987       | 69        | 0         | LDU Quito               |
| Obrońcy    |                     |                      |           |           |                         |
| 2          | Félix Torres        | 11 stycznia 1997     | 24        | 3         | Santos Laguna           |
| 3          | Piero Hincapié      | 9 stycznia 2002      | 27        | 1         | Bayer Leverkusen        |
| 4          | Robert Arboleda     | 22 października 1991 | 35        | 2         | São Paulo               |
| 6          | William Pacho       | 16 października 2001 | 3         | 2         | Eintracht Frankfurt     |
| 7          | Pervis Estupiñán    | 21 stycznia 1998     | 35        | 4         | Brighton                |
| 14         | Xavier Arreaga      | 28 września 1994     | 20        | 1         | Seattle Sounders        |
| 17         | Ángelo Preciado     | 18 lutego 1998       | 30        | 0         | Genk                    |
| 19         | Leonardo Realpe     | 18 lutego 1998       | 1         | 0         | Red Bull Bragantino     |
| 24         | José Hurtado        | 23 grudnia 2001      | 3         | 0         | Red Bull Bragantino     |
|            | Diego Palacios      | 12 lipca 1999        | 12        | 0         | Los Angeles FC          |
|            | Stalin Valencia     | 10 października 2003 | 0         | 0         | UNAM                    |
| Pomocnicy  |                     |                      |           |           |                         |
| 5          | José Cifuentes      | 12 marca 1999        | 16        | 0         | Los Angeles FC          |
| 8          | Carlos Gruezo       | 19 kwietnia 1995     | 49        | 1         | San Jose Earthquakes    |
| 10         | Gonzalo Plata       | 1 listopada 2000     | 34        | 5         | Valladolid              |
| 15         | Ángel Mena          | 21 stycznia 1988     | 50        | 7         | León                    |
| 16         | Pedro Vite          | 9 marca 2002         | 1         | 1         | Vancouver Whitecaps     |
| 18         | Jordy Alcívar       | 5 sierpnia 1999      | 2         | 0         | Independiente del Valle |
| 20         | Joao Ortiz          | 1 maja 1996          | 2         | 0         | Independiente del Valle |
| 21         | Alan Franco         | 21 sierpnia 1998     | 30        | 1         | Talleres                |
| 23         | Moisés Caicedo      | 2 listopada 2001     | 32        | 3         | Brighton                |
|            | Kendry Páez         | 4 maja 2007          | 0         | 0         | Independiente del Valle |
| Napastnicy |                     |                      |           |           |                         |
| 9          | Leonardo Campana    | 24 lipca 2000        | 13        | 0         | Inter Miami             |
| 11         | Anderson Julio      | 31 maja 1996         | 1         | 0         | Real Salt Lake          |
| 13         | Enner Valencia      | 4 listopada 1989     | 79        | 40        | Internacional           |

## Rekordziści
| Lp. | Zawodnik                | Pozycja | Lata      | Występy |
| --- | ----------------------- | ------- | --------- | ------- |
| 1.  | Iván Hurtado            | OB      | 1992–2014 | 168     |
| 2.  | Walter Ayoví            | OB      | 2001–2017 | 122     |
| 3.  | Édison Méndez           | PO      | 2000–2014 | 112     |
| 4.  | Álex Aguinaga           | PO      | 1987–2004 | 109     |
| 5.  | Ulises de la Cruz       | OB      | 1995–2010 | 101     |
| 6.  | Luis Capurro            | OB      | 1985–2003 | 100     |
| 7.  | Antonio Valencia        | OB      | 2004–2019 | 99      |
| 8.  | Giovanny Espinoza       | OB      | 2000–2009 | 90      |
| 9.  | José Francisco Cevallos | BR      | 1994–2009 | 88      |
| 9.  | Segundo Castillo        | PO      | 2003–2015 | 88      |

| Lp. | Zawodnik          | Pozycja | Lata      | Gole |
| --- | ----------------- | ------- | --------- | ---- |
| 1.  | Enner Valencia    | NA      | 2012–     | 40   |
| 2.  | Agustín Delgado   | NA      | 1994–2011 | 31   |
| 3.  | Eduardo Hurtado   | NA      | 1992–2000 | 26   |
| 4.  | Christian Benítez | NA      | 2005–2013 | 25   |
| 5.  | Álex Aguinaga     | PO      | 1987–2004 | 23   |
| 6.  | Felipe Caicedo    | NA      | 2005–2017 | 22   |
| 7.  | Édison Méndez     | PO      | 2000–2014 | 18   |
| 8.  | Raúl Avilés       | NA      | 1987–1993 | 16   |
| 8.  | Iván Kaviedes     | NA      | 1998–2011 | 16   |
| 10. | Ariel Graziani    | NA      | 1997–2000 | 15   |

## Selekcjonerzy
| #   | Trener                 | Narodowość | . | Od               | Do               | . | Bilans | Bilans | Bilans | Bilans | Bilans | . | Osiągnięcia | Osiągnięcia |
| #   | Trener                 | Narodowość | . | Od               | Do               | . | M      | Z      | R      | P      | %      | . | Trofea      | Lata        |
| --- | ---------------------- | ---------- | - | ---------------- | ---------------- | - | ------ | ------ | ------ | ------ | ------ | - | ----------- | ----------- |
| 1.  | Enrique Lamas          | Chile      | . | sierpień 1938    | sierpień 1938    | . | 5      | 2      | 1      | 2      | 47%    | . |             |             |
| 2.  | Ramón Unamuno          | Ekwador    | . | styczeń 1939     | luty 1939        | . | 4      | 0      | 0      | 4      | 0%     | . |             |             |
| 3.  | Juan Parodi            | Argentyna  | . | luty 1941        | luty 1942        | . | 10     | 0      | 0      | 10     | 0%     | . |             |             |
| 4.  | Rodolfo Orlandini      | Argentyna  | . | styczeń 1945     | luty 1945        | . | 6      | 0      | 1      | 5      | 6%     | . |             |             |
| 5.  | Ramón Unamuno (2)      | Ekwador    | . | listopad 1947    | grudzień 1947    | . | 7      | 0      | 3      | 4      | 14%    | . |             |             |
| 6.  | José Planas            | Hiszpania  | . | kwiecień 1949    | maj 1949         | . | 7      | 1      | 0      | 6      | 14%    | . |             |             |
| 7.  | Gregorio Esperón       | Argentyna  | . | luty 1953        | marzec 1953      | . | 6      | 0      | 2      | 4      | 11%    | . |             |             |
| 8.  | José María Díaz        | Ekwador    | . | luty 1955        | marzec 1955      | . | 5      | 0      | 0      | 5      | 0%     | . |             |             |
| 9.  | Eduardo Spandre        | Argentyna  | . | marzec 1957      | kwiecień 1957    | . | 6      | 0      | 1      | 5      | 6%     | . |             |             |
| 10. | Juan López Fontana     | Urugwaj    | . | grudzień 1959    | grudzień 1960    | . | 7      | 1      | 1      | 5      | 19%    | . |             |             |
| 11. | Fausto Montalván       | Ekwador    | . | marzec 1963      | marzec 1963      | . | 6      | 1      | 2      | 3      | 28%    | . |             |             |
| 12. | José María Rodríguez   | Urugwaj    | . | czerwiec 1965    | październik 1965 | . | 5      | 2      | 1      | 2      | 47%    | . |             |             |
| 13. | Fausto Montalván (2)   | Ekwador    | . | grudzień 1966    | grudzień 1966    | . | 2      | 0      | 1      | 1      | 17%    | . |             |             |
| 14. | José Gomes Nogueira    | Brazylia   | . | czerwiec 1969    | sierpień 1969    | . | 5      | 1      | 1      | 3      | 27%    | . |             |             |
| 15. | Ernesto Guerra         | Ekwador    | . | maj 1970         | maj 1970         | . | 1      | 0      | 0      | 1      | 0%     | . |             |             |
| 16. | Jorge Lazo             | Ekwador    | . | czerwiec 1972    | czerwiec 1972    | . | 4      | 0      | 1      | 3      | 8%     | . |             |             |
| 17. | Roberto Resquín        | Argentyna  | . | luty 1973        | lipiec 1973      | . | 10     | 1      | 6      | 3      | 30%    | . |             |             |
| 18. | Roque Máspoli          | Urugwaj    | . | czerwiec 1975    | marzec 1977      | . | 19     | 5      | 4      | 10     | 33%    | . |             |             |
| 19. | Héctor Morales         | Ekwador    | . | czerwiec 1979    | wrzesień 1979    | . | 8      | 3      | 1      | 4      | 42%    | . |             |             |
| 20. | Otto Vieira            | Brazylia   | . | styczeń 1981     | luty 1981        | . | 2      | 0      | 0      | 2      | 0%     | . |             |             |
| 21. | Juan Hohberg           | Urugwaj    | . | maj 1981         | czerwiec 1981    | . | 4      | 1      | 1      | 2      | 33%    | . |             |             |
| 22. | Ernesto Guerra (2)     | Ekwador    | . | lipiec 1983      | wrzesień 1983    | . | 6      | 0      | 4      | 2      | 22%    | . |             |             |
| 23. | Antoninho              | Brazylia   | . | listopad 1984    | marzec 1985      | . | 15     | 3      | 5      | 7      | 31%    | . |             |             |
| 24. | Luis Grimaldi          | Urugwaj    | . | marzec 1987      | lipiec 1987      | . | 10     | 1      | 3      | 6      | 20%    | . |             |             |
| 25. | Dušan Drašković        | Czarnogóra | . | czerwiec 1988    | wrzesień 1993    | . | 54     | 16     | 17     | 21     | 40%    | . |             |             |
| 26. | Carlos Torres Garcés   | Ekwador    | . | maj 1994         | czerwiec 1994    | . | 2      | 2      | 0      | 0      | 100%   | . |             |             |
| 27. | Carlos Ron             | Ekwador    | . | sierpień 1994    | wrzesień 1994    | . | 2      | 0      | 1      | 1      | 17%    | . |             |             |
| 28. | Francisco Maturana     | Kolumbia   | . | marzec 1995      | listopad 1997    | . | 46     | 22     | 9      | 15     | 54%    | . |             |             |
| –   | Polo Carrera           | Ekwador    | . | październik 1998 | październik 1998 | . | 1      | 0      | 0      | 1      | 0%     | . |             |             |
| 29. | Carlos Sevilla         | Ekwador    | . | listopad 1998    | lipiec 1999      | . | 15     | 3      | 6      | 6      | 33%    | . |             |             |
| 30. | Hernán Darío Gómez     | Kolumbia   | . | sierpień 1999    | lipiec 2004      | . | 64     | 24     | 17     | 23     | 46%    | . |             |             |
| 31. | Luis Fernando Suárez   | Kolumbia   | . | lipiec 2004      | listopad 2007    | . | 52     | 17     | 9      | 26     | 38%    | . |             |             |
| 32. | Sixto Vizuete          | Ekwador    | . | listopad 2007    | lipiec 2010      | . | 25     | 9      | 7      | 9      | 45%    | . |             |             |
| 33. | Reinaldo Rueda         | Kolumbia   | . | sierpień 2010    | lipiec 2014      | . | 50     | 19     | 17     | 14     | 49%    | . |             |             |
| –   | Sixto Vizuete (2)      | Ekwador    | . | lipiec 2014      | styczeń 2015     | . | 4      | 2      | 1      | 1      | 58%    | . |             |             |
| 34. | Gustavo Quinteros      | Boliwia    | . | styczeń 2015     | wrzesień 2017    | . | 33     | 13     | 6      | 14     | 45%    | . |             |             |
| –   | Jorge Célico           | Argentyna  | . | wrzesień 2017    | październik 2017 | . | 2      | 0      | 0      | 2      | 0%     | . |             |             |
| 35. | Hernán Darío Gómez (2) | Kolumbia   | . | lipiec 2018      | lipiec 2019      | . | 13     | 4      | 4      | 5      | 31%    | . |             |             |
| –   | Jorge Célico (2)       | Argentyna  | . | sierpień 2019    | styczeń 2020     | . | 5      | 3      | 0      | 2      | 60%    | . |             |             |
| 36. | Jordi Cruijff          | Holandia   | . | styczeń 2020     | lipiec 2020      | . | 0      | 0      | 0      | 0      | 0%     | . |             |             |
| 37. | Gustavo Alfaro         | Argentyna  | . | sierpień 2020    | styczeń 2023     | . | 35     | 12     | 14     | 9      | 34%    | . |             |             |
| 38. | Félix Sánchez Bas      | Hiszpania  | . | marzec 2023      | nadal            | . | 4      | 3      | 0      | 1      | 75%    | . |             |             |
|     |                        |            |   |                  |                  |   |        |        |        |        | %      |   |             |             |

Stan na 21 czerwca 2023.
Kursywą wyróżniono selekcjonerów tymczasowych.
W nawiasie podano, który raz selekcjoner prowadził reprezentację.